# Pierre Dupont de l'Étang

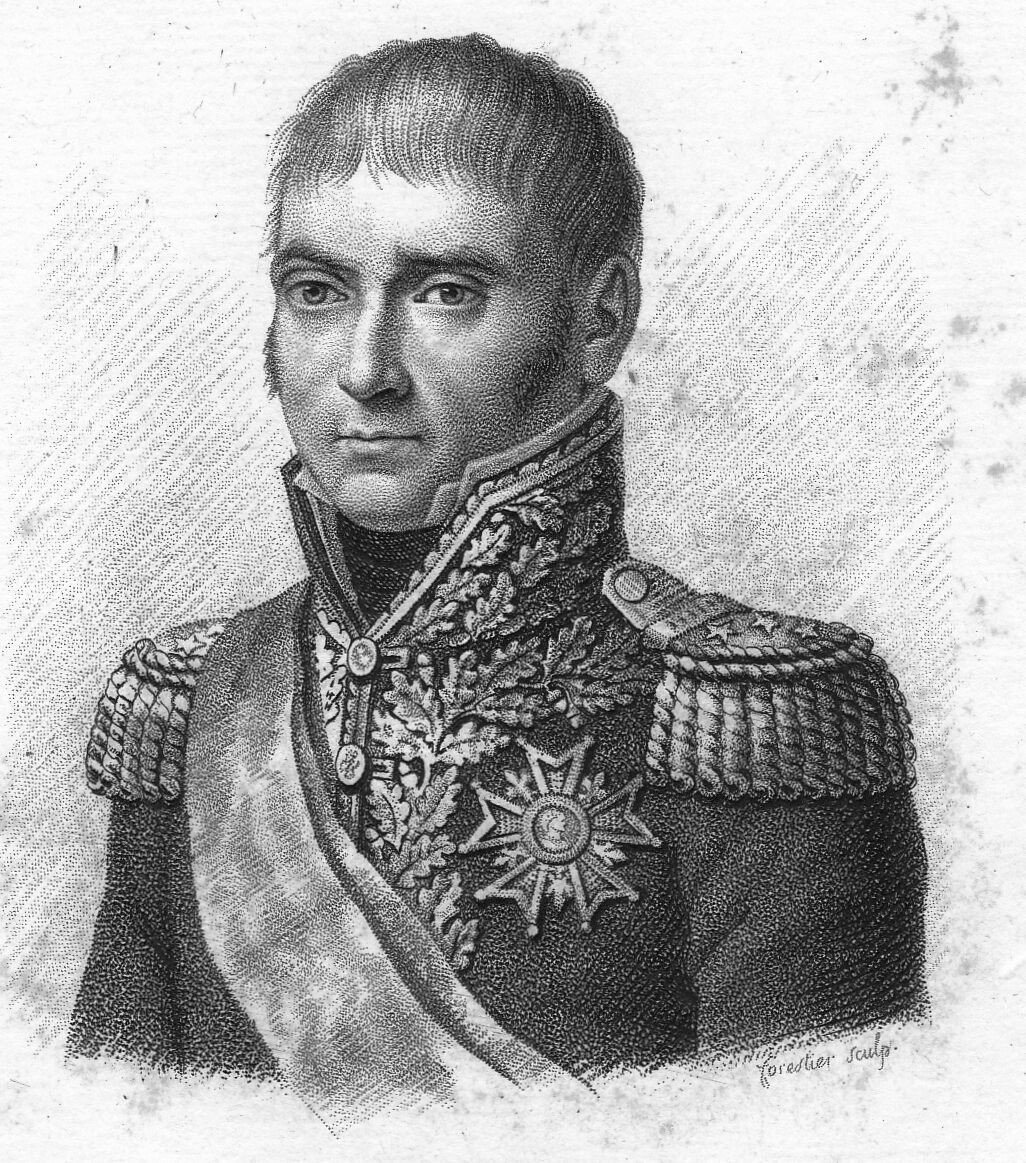
Pierre Dupont de l'Étang.

Pierre Antoine Dupont de l'Étang, född 4 juli 1765, död 9 mars 1840, var en fransk militär, från 1808 greve.
Dupont utmärkte sig under revolutionskrigen, blev 1793 generalmajor och kort därpå generallöjtnant. Han utmärkte sig i slaget vid Marengo 1800, slaget vid Ulm 1805 och slaget vid Friedland 1807. Dupont blev med otillräckliga stridskrafter sänd till södra Spanien, och måste där underteckna den ödesdigra kapitulationen i Baylen, som skakade tron på de franska vapnens oövervinnlighet, livade spanjorernas hopp om seger och blev ett hårt slag för hela det Napoleonska systemet. År 1812 ställdes han inför krigsrätt för sitt handlingssätt och dömdes till degradering och fängelse, och lösgavs först efter Napoleons fall. I efterhand har hans insatser bedömts mildare, även om han inte kan fritas för långsamhet och tveksamhet i sitt agerande i Spanien.